# Coleophora ochrella
Coleophora ochrella é uma espécie de mariposa do gênero Coleophora pertencente à família Coleophoridae.